# Sachsens flag
Sachsens flag er delt i hvidt over grønt. Flaget er i forholdet 3:5.
Sachsens ældste farver var sort og gult, efter våbenets hovedfarver. Disse farver var også det habsburgske kejserriges farver. 16. juni 1815 fastsatte Frederik August 1. ved kongelig beslutning en nationalkokarde i farverne hvidt og grønt, og dette blev også bestemt som Kongeriget Sachsens farver. Valget var motiveret af, at G. A. Böckler i sit værk Ars heraldica fra 1688 viste et grønt kors på hvidt skjold som mærke for Sachsen. Da Kongeriget Sachsen blev oprettet i 1807, indstiftede kong Frederik August 1. en orden, hvor ordensbåndet var grønt, noget som introducerede farven som nationalfarve. Fra 1813 førte enheder i Sachsens hær hvide og grønne lansefaner.
Brugen af hvidt over grønt blev genoptaget efter DDRs opløsning. I delstatsforfatningen fra 27. maj 1992 er valget af farverne hvidt og grønt nedfældet i paragraf 2. I forordning af 4. marts 1992 var det da allerede bestemt, at statsflaget skulle bære delstatens våben i midten.
Delstaten Sachsens grundlov fra 1992 anerkender også brugen af sorbernes farver, blåt, rødt og hvidt, og Niederschlesiens farver hvidt og gult.